# Kaiserpokal 1975
Der Kaiserpokal 1975 war die 55. Austragung des Kaiserpokals, des höchsten japanischen Fußballpokalwettbewerbs. Sieger des Wettbewerbs waren die Hitachi.

## Ergebnisse

### 1. Runde
|                                               | Ergebnis        |                          |
| --------------------------------------------- | --------------- | ------------------------ |
| Nippon Kokan                                  | 2:0             | Waseda-Universität       |
| Tanabe Pharmaceutical                         | 1:3             | Eidai Industries         |
| Osaka University of Health and Sport Sciences | 1:2             | Chūkyō-Universität       |
| Yamaha Motors                                 | 2:0             | Hōsei-Universität        |
| Kyushu-Sangyo-Universität                     | 1:0             | NTT Kinki                |
| Hakodate Club                                 | 0:6             | Chūō-Universität         |
| Mitsubishi Oil Mizushima                      | 0:1             | Teijin Matsuyama         |
| Nissei Plastic Industrial                     | 1:3             | Meiji-Universität        |
| Toyota Motors                                 | 2:2 (5:4 i. E.) | Handelsuniversität Osaka |
| Nippon Steel Kamaishi                         | 0:4             | Fujita Industries        |

### Achtelfinale
|                             | Ergebnis        |                   |
| --------------------------- | --------------- | ----------------- |
| Nippon Kokan                | 1:1 (2:3 i. E.) | Eidai Industries  |
| Chūkyō-Universität          | 0:3             | Hitachi           |
| Nippon Steel                | 2:1             | Yamaha Motors     |
| Kyushu-Sangyo-Universität   | 0:4             | Yanmar Diesel     |
| Mitsubishi Heavy Industries | 1:0             | Chūō-Universität  |
| Teijin Matsuyama            | 0:2             | Toyo Industries   |
| Furukawa Electric           | 3:1             | Meiji-Universität |
| Toyota Motors               | 0:1             | Fujita Industries |

### Viertelfinale
|                             | Ergebnis |                   |
| --------------------------- | -------- | ----------------- |
| Eidai Industries            | 0:1      | Hitachi           |
| Nippon Steel                | 0:2      | Yanmar Diesel     |
| Mitsubishi Heavy Industries | 2:1      | Toyo Industries   |
| Furukawa Electric           | 1:2      | Fujita Industries |

### Halbfinale
|                             | Ergebnis |                   |
| --------------------------- | -------- | ----------------- |
| Hitachi                     | 1:0      | Yanmar Diesel     |
| Mitsubishi Heavy Industries | 0:1      | Fujita Industries |

### Finale
|         | Ergebnis |                   |
| ------- | -------- | ----------------- |
| Hitachi | 2:0      | Fujita Industries |